# Моленная Покрова Пресвятой Богородицы и Николая Чудотворца (Исмери)
Молитвенный дом старообрядцев Исмери — старообрядческий молитвенный дом, расположенный в посёлке Исмери Лузнавской волости Резекненского уезда, на северо-западном берегу озера Исмеру. Памятник культуры местного значения.
Первый молитвенный дом в Исмеру был построен в 1862 году. Был закрыт в 1887 году. В 1911 году был утвержден проект нового молитвенного дома, который разработал резекненский геодезист Николай Сергеев. С 1913 по 1914 год велось строительство нынешней церкви. Он был освящен в 1914 году в честь приюта Божией Матери и св. Николаю. В 2002 году дом был проведен ремонт фасада. Малый иконостас имеет два ряда икон с левой стороны. В центре в один ряд расположились четыре большие иконы, написанные в начале XX века. Три из них были украдены в 2008 году, одна — в 2009 году (некоторые иконы были найдены в Эстонии в 2011 году).